# Barione esotico
I barioni esotici sono particelle composte ipotetiche che sono stati legati di 3 quark e particelle elementari aggiuntive. Questo contrasta con i barioni comuni, i quali sono stati legati di appena 3 quark. Le particelle aggiuntive possono comprendere quark, antiquark o gluoni.
Un tale barione esotico è il pentaquark, costituito da quattro quark e un antiquark. Finora è il solo barione esotico ad essere stato osservato sperimentalmente, scoperto nel 2015 dalla collaborazione LHCb. Un altro barione esotico, fatto di sei quark, è l'esaquark; un esempio è il dibarione H, costituito da due quark up, due quark down e due quark strange. Diversamente dal pentaquark, questa particella può essere durevole o stabile. Vi sono state voci non confermate di rilevamenti di pentaquark e dibarioni.
Sono stati ipotizzati diversi tipi di barioni esotici, che richiedono una fisica oltre il Modello Standard, per spiegare le specifiche anomalie sperimentali. Non esiste alcuna prova sperimentale indipendente per ciascuna di tali particelle. Un esempio è rappresentato dai barioni R supersimmetrici, i quali sono stati legati di 3 quark e un gluino. Il più leggero barione R è indicato come {\displaystyle {\mbox{S}}^{0}} ed è costituito da un quark up, un quark down, un quark strange e un gluino. Questa particella dovrebbe essere duratura o stabile ed è stata invocata per spiegare i raggi cosmici ad altissima energia. I barioni esotici stabili sono anche candidati per la materia oscura a forte interazione.